# Gashoka (periodiskt vattendrag)
Gashoka är ett periodiskt vattendrag i Burundi.   Det ligger i provinsen Gitega, i den centrala delen av landet, 70 kilometer öster om huvudstaden Bujumbura.
Omgivningarna runt Gashoka är en mosaik av jordbruksmark och naturlig växtlighet. Runt Gashoka är det tätbefolkat, med 276 invånare per kvadratkilometer.